# 波茨福德 (康乃狄克州)
博茨福德（英語：Botsford）是位於美國康乃狄克州費爾菲爾德縣纽敦境內的一個村落。

## 地理
博茨福德的座標為41°21′59″N 73°15′25″W / 41.36639°N 73.25694°W，而該地的平均海拔高度為125米（即410英尺）。